# 14 mars dans les chemins de fer
14 février 14 avril
Chronologies thématiques
- Croisades
- Sports
- Disney

Cette page concerne les événements qui se sont déroulés un 14 mars dans les chemins de fer.

## Événements

### XXesiècle
- 1992. Japon : mise en service d'un nouveau type de train à grande vitesse japonais, le Nozomi (l'espoir), conçu pour rouler à 270 km/h, qui succède au Hikari.

### XXIesiècle
- 2006. Italie : un accident ferroviaire près de Milan a causé la mort du conducteur d'un des trains impliqués et a blessé 13 autres personnes.